# Ivoirienne de transports aériens
 (novembre 2024).
Pour les articles homonymes, voir ITA.
Ivoirienne de transports aériens  (ITA) est une compagnie aérienne ivoirienne créée à la fin de 2006 et au début de 2007. L'arrivée de cette compagnie est certainement le début de la libéralisation du secteur aérien en Côte d'Ivoire. Cette initiative a été saluée par le président ivoirien M. Laurent Gbagbo. ITA est constituée à 100% de capital ivoirien.
ITA se caractérise surtout par son concept nouveau en matière d'aviation en Côte d'Ivoire, à destination du milieu des affaires.
Lors de l'inauguration, sa première destination fut l'aéroport de San-Pédro par le biais du turbopropulseur Saab 340 B.
ITA s'ajoute à Air Ivoire, Ivoire Airways, SOTRA Tourisme & Voyages, West Africa Airlines et Air Inter Ivoire dans le secteur du transport aérien ivoirien.
Le personnel est d'expérience, les agents recrutés ont tous fait leurs preuves à l'ex-Air Afrique.
Le 14 mai et le 16 mai, la compagnie aérienne ITA a respectivement inauguré des vols directs Abidjan-Accra, Accra-Abidjan et Abidjan-Malabo (Guinée équatoriale).

## Destination
- Villes de Côte d'Ivoire
- Villes d'Afrique de l'Ouest
- Paris-France
- Beyrouth-Liban